# 串間市立都井中学校
串間市立都井中学校（くしましりつ といちゅうがっこう）は、宮崎県串間市大字都井にあった公立中学校。2017年3月を以って閉校となり、同年4月より串間市立串間中学校に統合された。

## 沿革
- 1947年5月8日 - 都井村立都井中学校として開校。
- 1953年9月27日 - 校旗制定。
- 1954年11月3日 - 串間市の発足に伴い串間市立都井中学校に改称。
- 1966年3月13日 - 現在地に校舎移転。
- 1969年3月3日 - 校歌制定。
- 1972年5月8日 - 体育館落成。
- 1974年5月7日 - 完全給食開始。
- 1980年4月30日 - プール落成。
- 1993年2月28日 - 新校舎落成。

## 概要
- 生徒数15名
- 学級数3個（通常学級3、特別支援学級0）
- 職員数9名

（2009年4月1日現在）

## 通学区域
- 都井小学校 通学区域
  - 大字都井
  - 大字大納

## 交通
- JR日南線 串間駅から車で20分。

## 生徒会活動・部活動など
- ソフトテニス部

## 著名な卒業者
- いであやか（シンガーソングライター）